# District de Jumgal
Le district de Jumgal est un raion de la province de Naryn dans le centre du Kirghizistan. Sa capitale est le village de Chaek, et ses frontières ont été définies dans les années 1930. Sa superficie est de 4 803 km2, et 40 718 personnes y résidaient en 2009. Il tire son nom de la rivière qui le traverse, pour se jeter dans le Kökömeren, un affluent de la rivière Naryn.

## Économie
L'économie de l'oblast de Naryn est dominé par l'élevage des troupeaux (moutons, vaches, chevaux, yaks), dont la laine et la viande sont les principaux produits. L'extraction de minéraux divers développé au cours de l'ère soviétique a été en grande partie abandonnée, faute de rentabilité. Aujourd'hui, la région est considérée comme la plus pauvre du pays.

## Communautés rurales et les villages
Le district de Jumgal comprend 13 communautés rurales (aiyl okmotu), qui regroupe chacune un ou plusieurs villages, :
1. Ming-Kush (villages Min-Kush (centre) et Kyzyl-Seok)
2. Bash-Kuugandy (village-centre Bash-Kuugandy)
3. Jany-Aryk (villages Jany-Aryk (centre), Bazar-Turuk, Kyzart et Kyzyl-Emgek)
4. Jumgal (villages Jumgal (centre) et Lama)
5. Kabak (villages Tabylgyty (centre) et Aral, Keng-Suu, Kotur-Suu, Kyzyl-Korgon, Sary-Bulung, Tabylgy)
6. Kök-Oy (villages Kök-Oy (centre) et Kichi-Aral)
7. Bayzak (village-centre Bayzak)
8. Kuyruchuk (village-centre Kuyruchuk)
9. Chong-Dobo (village-centre Chong-Döbö)
10. Tyugol-Say (villages Tyugol-Say (centre) et Epkin)
11. Suyumbay (village-centre Tash-Dobo)
12. Chaek (villages Chaek (centre), Ak-Tatyr, Besh-Terek)
13. Kyzyl-Jyldyz (village-centre Kyzyl-Jyldyz)